# Медаль де Моргана
Медаль де Моргана (англ. De Morgan Medal) — высшая премия Лондонского математического общества, вручаемая математикам, работающим в Великобритании. Вручается раз в три года, начиная с 1884 года.
Премия учреждена в честь английского учёного Огастеса де Моргана.

## Лауреаты
Медалью награждены:
- 1884: Артур Кэли
- 1887: Джеймс Джозеф Сильвестр
- 1890: Джон Уильям Стретт (лорд Рэлей)
- 1893: Феликс Клейн
- 1896: Samuel Roberts[англ.]
- 1899: Уильям Бёрнсайд
- 1902: Джордж Гринхилл
- 1905: H. F. Baker[англ.]
- 1908: Джеймс Уитбред Ли Глейшер
- 1911: Гораций Лэмб
- 1914: Джозеф Лармор
- 1917: Уильям Генри Янг
- 1920: E. W. Hobson[англ.]
- 1923: Percy Alexander MacMahon[англ.]
- 1926: Огастес Эдвард Хаф Лав
- 1929: Годфри Харолд Харди
- 1932: Бертран Рассел
- 1935: Эдмунд Тейлор Уиттекер
- 1938: Джон Идензор Литлвуд
- 1941: Луис Джоэл Морделл
- 1944: Сидни Чепмен
- 1947: Джордж Невилл Ватсон
- 1950: Абрам Самойлович Безикович
- 1953: Эдвард Чарльз Титчмарш
- 1956: Джефри Инграм Тейлор
- 1959: Вильям Воланс Дуглас Ходж
- 1962: Макс Ньюман
- 1965: Филипп Холл
- 1968: Мэри Картрайт
- 1971: Kurt Mahler[англ.]
- 1974: Грэм Хигман
- 1977: Claude Ambrose Rogers[англ.]
- 1980: Майкл Фрэнсис Атья
- 1983: Клаус Фридрих Рот
- 1986: Джон Касселс
- 1989: Дэвид Джордж Кендалл[англ.]
- 1992: Albrecht Fröhlich[англ.]
- 1995: Уолтер Хейман
- 1998: Robert Alexander Rankin[англ.]
- 2001: James Alexander Green[англ.]
- 2004: Роджер Пенроуз
- 2007: Брайан Джон Бёрч
- 2010: Keith William Morton[англ.]
- 2013: Джон Григгс Томпсон
- 2016: Уильям Тимоти Гауэрс
- 2019: Эндрю Джон Уайлс
- 2022: Джон Маклауд Болл